# Cirolana magna
Cirolana (Anopsilana) magna là một loài chân đều trong họ Cirolanidae. Loài này được Ortiz, Lalana & Perez miêu tả khoa học năm 1997.